# Biały zbawca
Biały zbawca lub kompleks białego zbawcy – określenie, które odnosi się do przedstawiania białych osób jako tych, którzy wyzwalają od opresji osoby o innym kolorze skóry niż biały. Określenie to w krytyczny sposób opisuje wzorzec kulturowy, według którego nie-biali ludzie z krajów rozwijających się są pozbawionymi sprawczości biernymi odbiorcami pomocy udzielanej im przez białych, będących najczęściej mieszkańcami bogatszych rejonów świata. Wyrażenie to bywa używane w kontekście kulturowych przedstawień stosunków międzyrasowych w krajach takich jak Stany Zjednoczone. Przykładem mogą być filmy, w których biali bohaterowie ratują czarnych przed dyskryminacją i systemową opresją albo pomagają im w obliczu problemów finansowych.

## Geneza

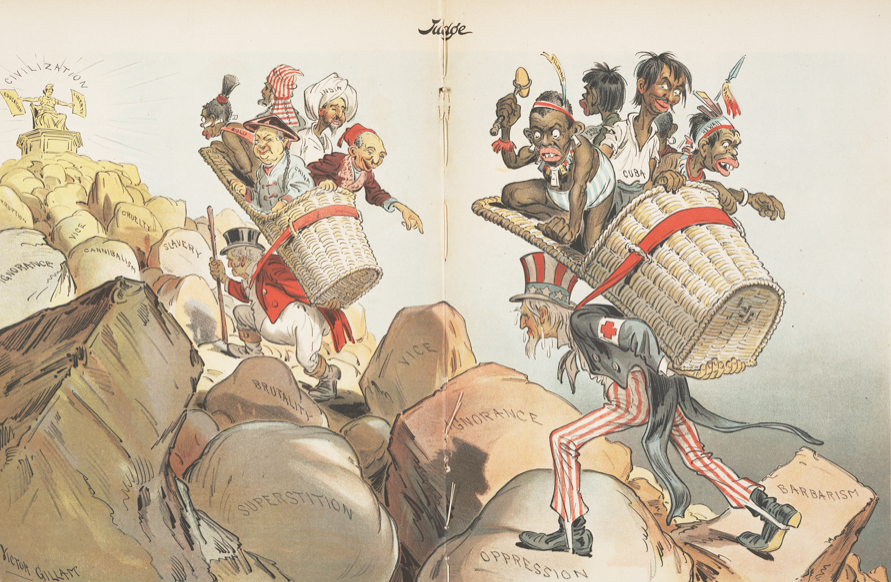
Satyryczna ilustracja Victora Gillama Brzemię białego człowieka (Przeprosiny dla Rudyarda Kiplinga) (1899)

Nasilenie ekspansji kolonialnej pod koniec XIX wieku wiązało się z koniecznością poszukiwania nowych uzasadnień dla polityki imperialnej światowych mocarstw. W narracjach rzeczników kolonializmu z tego okresu pojawia się przekonanie, że Europejczycy jako bardziej cywilizowani są predystynowani do rządzenia światem, a ich przywództwo przedstawiane było jako wspieranie słabszych i „wyrównywanie szans”, sprzyjające bardziej równomiernemu rozwojowi świata. Tego rodzaju myślenie stanowiło podstawę zachodniego imperializmu. Wśród najstarszych tekstów kultury zawierających koncept „białego zbawcy” wymieniany jest wiersz Brzemię białego człowieka (1899) Rudyarda Kiplinga. Utwór został napisany w kontekście podboju Filipin przez Stany Zjednoczone, ale przedstawiony w nim sposób myślenia odnoszony był również do innych części świata, w szczególności do krajów afrykańskich. Wiersz jest uznawany za przykład propagandy kolonialnej.  
Podejmij brzemię Białego Człowieka,
Wyślij najlepszych, jakich spłodziłeś,
By służyli potrzebom twoich niewolników;
By się trudzili w ciężkim jarzmie
Dla niespokojnych, dzikich ludów –
Twych świeżo zdobytych poddanych,

Pół diabłów, pół dzieci.

## Przykłady

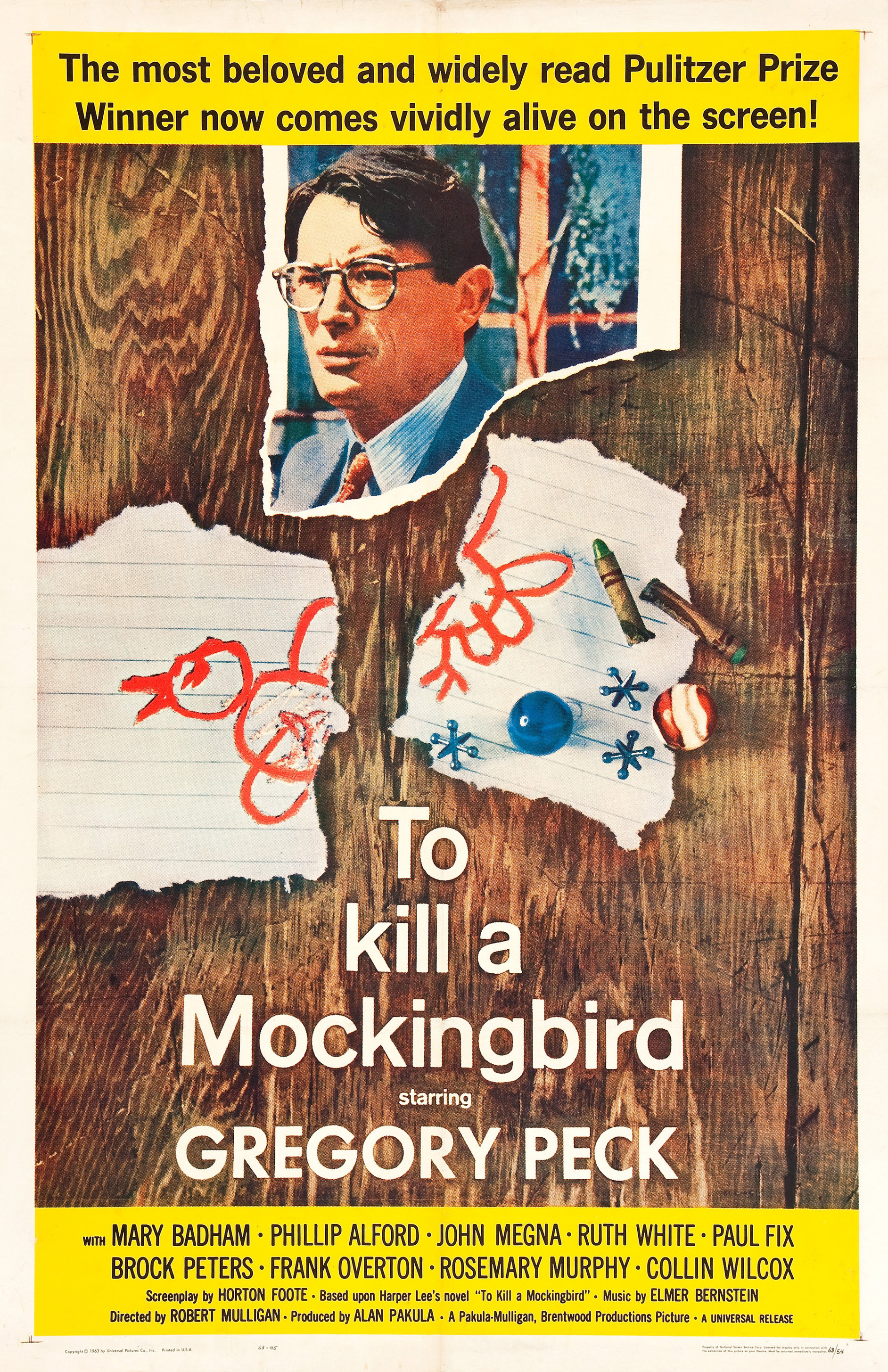
Film Zabić drozda (1962) wykorzystuje motyw białego zbawcy

### Film
O „kompleksie białego zbawcy” najczęściej mówi się w kontekście kina amerykańskiego, w którym biały bohater jest przedstawiany jako postać mesjanistyczna, która często dowiaduje się czegoś o sobie przy okazji ratowania z trudnej sytuacji nie-białych postaci (lub czasami nie-ludzkich ras obcych, które zastępują nie-białe cywilizacje). Pojawia się coraz więcej publicystyki analizującej w krytyczny sposób tego rodzaju narrację kinową. Jednym z najstarszych filmów wymienianych w tym kontekście jest Zabić drozda z 1962. Postacią białego zbawiciela jest Atticus Finch grany przez Gregory’ego Pecka, prawnik z małego miasteczka w Alabamie, który zajmuje się sprawą czarnego mężczyzny, Toma Robinsona, niesłusznie oskarżonego o zgwałcenie białej dziewczyny. Atticus przegrywa sprawę, a Tom zostaje uznany za winnego (a później zabity przez policję). Fakt, że Atticus stanął w obronie czarnoskórego mężczyzny, zapewnia mu szacunek czarnej społeczności miasta.

#### Filmy z motywem białego zbawcy
- Zabić drozda (1962)
- Missisipi w ogniu (1988)
- Tańczący z wilkami (1990)
- Gwiezdne wrota (1994)
- Król kosza (1994)
- Młodzi gniewni (1995)
- Krótka piłka (2001)
- Ostatni samuraj (2003)
- Szkolny chwyt (2006)
- Wolność słowa (2007)
- Wielki Mike (2009)
- Avatar (2009)
- Służące (2011)

## Kontekst polski

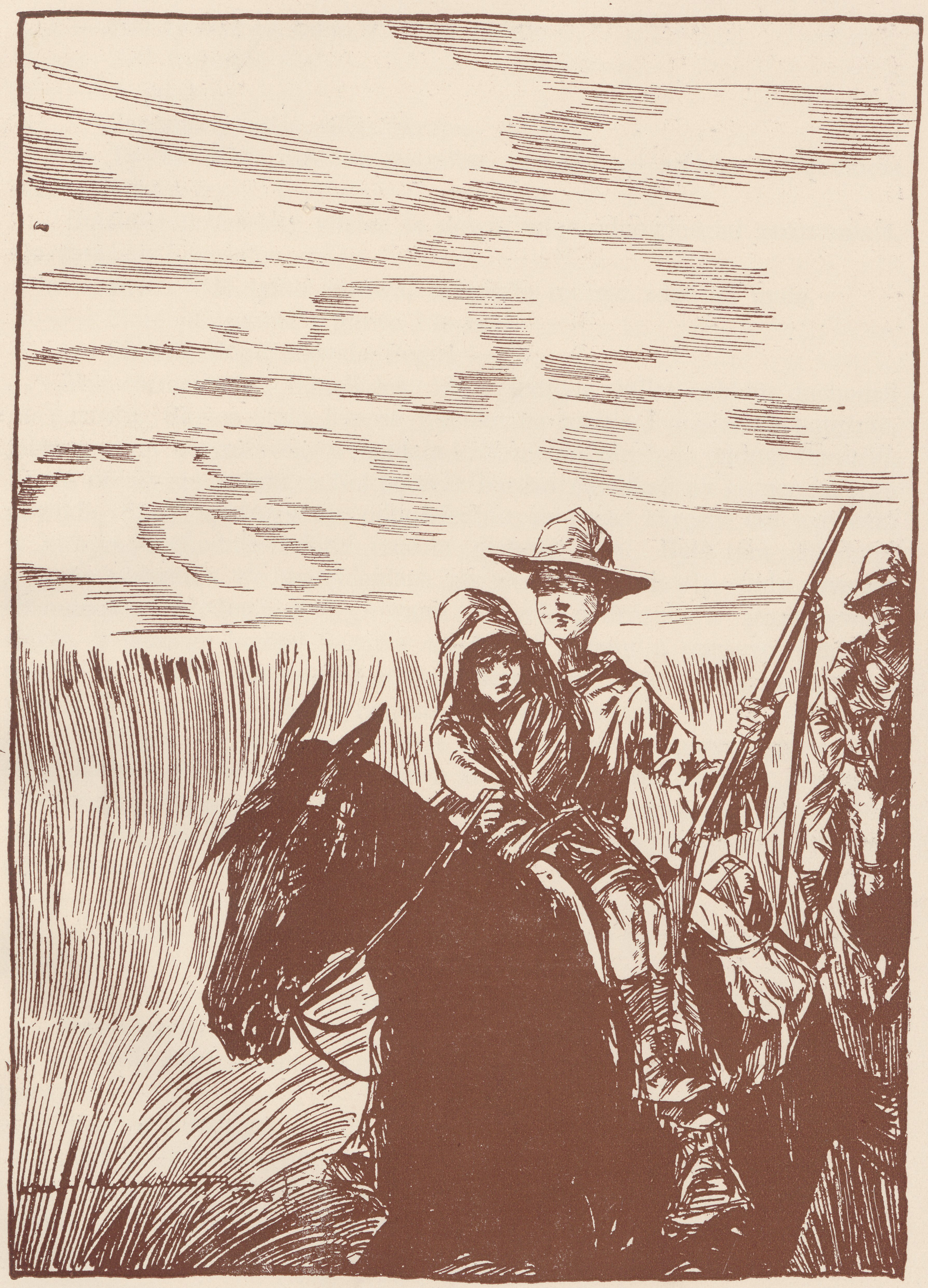
Staś Tarkowski jako biały zbawca. Ilustracja do książki W pustyni i w puszczy Henryka Sienkiewicza (1929)

### Literatura
Powieść Henryka Sienkiewicza W pustyni i w puszczy spotyka się z krytyką na temat utrwalania stereotypów, rasizmu i kolonialnej narracji białych Europejczyków. Cechy białego zbawcy ma m.in. Staś Tarkowski, którego relację z Kalim Sienkiewicz opisał w następujący sposób: 
Starczyło więc na obfitą wieczerzę. Korzystali z niej jednak przeważnie tylko Kali i Mea. Młody Murzyn, którego Gebhr głodził w okropny sposób, zjadł taką ilość pokarmu, jaka mogła nasycić dwóch ludzi. Ale też był za to całym sercem wdzięczny swoim nowym państwu i natychmiast po wieczerzy padł na twarz przed Stasiem i Nel na znak, że pragnie do końca życia zostać ich niewolnikiem, a następnie złożył równie pokorną czołobitność strzelbie Stasia rozumiejąc widocznie, że bezpieczniej jest zjednać sobie łaskę tak groźnego narzędzia. 
W 2020 polonistka Katarzyna Fiołek napisała petycję do polskiego Ministerstwa Edukacji Narodowej o skreślenie książki z listy lektur. Żądania nie zostały zrealizowane.

### Kultura masowa
Od lat 90. XX wieku wraz z bogaceniem się społeczeństwa polskiego oraz większą dostępnością podróży w telewizji, a potem Internecie, popularność zyskiwały programy i videoblogi podróżnicze. Zwiedzanie świata z kamerami było formą spędzania wolnego czasu, miało też przekazywać wiedzę o świecie i wyzwaniach społecznych różnych krajów, głównie Globalnego Południa. Programy Martyny Wojciechowskiej, Beaty Pawlikowskiej i Dominiki Kulczyk stawiały sobie za cel pokazywanie kraju docelowego ze zwróceniem uwagi na odmienność kulturową czy przyrodniczą. Do rozmów zapraszano przedstawicieli i przedstawicielki wybranych grup społecznych. W programie Efekt Domina, emitowanym w TVN w latach 2016–2020, najbogatsza Polka Dominika Kulczyk, prezeska i współzałożycielka Kulczyk Foundation, podróżując po krajach nieeuropejskich przedstawiała problemy danego kraju. Pierwsze sezony programu spotkały się z krytyką środowiska związanego z edukacją globalną w Polsce, nie tylko ze względu na formułę programu (np. skupienie się wyłącznie na problemach bez osadzenia w kulturze, tradycji i sytuacji ekonomicznej danego kraju, stawianie w centrum uwagi prowadzącej program), ale także promocję samego programu i wykorzystywania wizerunku mieszkańców i mieszkanek krajów, w których programy były kręcone. W kontekście „kompleksu białego zbawcy” krytycy zwracają również uwagę na charytatywny wydźwięk programu, w którym Kulczyk Foundation współfinansowana przez firmę Kulczyk Investments (zarejestrowaną w Luksemburgu), czerpiącą zyski min. z wydobycia surowców naturalnych w ponad 30 krajach, wraca do nich, aby realizować programy i projekty pomocowe, nie zwracając uwagi na to, że przyczyną problemów krajów rozwijające się jest neokolonialna zależność ekonomiczna od globalnych koncernów krajów dominujących.